# Stone Temple Pilots
Stone Temple Pilots (транскр.  Стоун темпл пајлотс), често скраћено STP, америчка је рок група из Сан Дијега у Калифорнији, чији су чланови првобитно били Скот Вајланд (водећи вокал), браћа Дин Дилео (гитара) и Роберт Дилео (бас, пратећи вокал) и Ерик Крец (бубњеви). Од оснивања бенда 1989. године, ова постава остала је непромењена до Вајландовог напуштања фебруара 2013. године. Вокал Линкин парка Честер Бенингтон се придружио групи маја 2013. године. Новембра 2015. године, Бенингтон је напустио групу како би се фокусирао једино на Линкин парк. Вајланд је пронађен мртав 3. децембра 2015. године, у аутобусу који га је возио на турнеју пре концерта који је требало да одржи са својом новом групом Вајлдабаутс. Године 2016. група је објавила аудицију за новог водећег вокала. Бенингтон је пронађен мртав 20. јула 2017. године, у својој кући где се обесио. Џеф Гат је постао нови певач групе 14. новембра 2017. године.

## Дискографија

### Студијски албуми
- (1992)
- (1994)
- (1996)
- (1999)
- (2001)
- (2010)
- (2018)

### Компилације
- (2003)
- (2008)
- (2012)

### ЕП-ови
- (са Честером Бенингтоном) (2013)

### Синглови
- (1992)
- (1992)
- (1992)
- (1993)
- (1993)
- (1993)
- (1994)
- (1994)
- (1994)
- (1994)
- (1995)
- (1995)
- (1996)
- (1996)
- (1996)
- (1996)
- (1997)
- (1999)
- (1999)
- (2000)
- (2000)
- (2000)
- (2001)
- (2001)
- (2001)
- (са Честером Бенингтоном) (2002)
- (2003)
- (2003)
- (2010)
- (2010)
- (2010)
- (са Честером Бенингтоном) (2013)
- (са Честером Бенингтоном) (2013)
- (2017)
- (2018)
- (2018)
- (2018)